# Hrochoť
Hrochoť – wieś (obec) na Słowacji położona w kraju bańskobystrzyckim, w powiecie Bańska Bystrzyca. Pierwsze wzmianki o miejscowości pochodzą z roku 1424.
Według danych z dnia 31 grudnia 2016, wieś zamieszkiwały 1492 osoby, w tym 761 kobiet i 731 mężczyzn.
W 2001 roku rozkład populacji względem narodowości i przynależności etnicznej wyglądał następująco:
- Słowacy – 98,84%
- Czesi – 0,15%
- Romowie – 0,66%
- Morawianie – 0,07%